# Phyllachora toroi
Phyllachora toroi är en svampart som beskrevs av Chardón 1930. Phyllachora toroi ingår i släktet Phyllachora och familjen Phyllachoraceae.   Inga underarter finns listade i Catalogue of Life.